# Genocchigetal
De Genocchigetallen, genoemd naar Angelo Genocchi, vormen een rij van gehele getallen {\displaystyle G_{n}} met als voortbrengende functie:
{\displaystyle {\frac {2t}{e^{t}+1}}=\sum _{n=1}^{\infty }G_{n}{\frac {t^{n}}{n!}}}
De eerste Genocchigetallen zijn 1, −1, 0, 1, 0, −3, 0, 17, 0, −155...  {\displaystyle G_{n}} is 0 for oneven {\displaystyle n>1}; daarom duidt men soms enkel de even getallen in deze rij aan als Genocchigetallen: −1,1,−3,17,−155,... (rij A001469 in OEIS).
Het is bewezen dat −3 en 17 de enige Genocchigetallen zijn die (in absolute waarde) een priemgetal zijn.

## Verband met Bernoulligetallen
De Genocchigetallen zijn veelvouden van de corresponderende Bernoulligetallen, volgens de formule:
{\displaystyle G_{n}=2\,(1-2^{n})\,B_{n}}
Bijvoorbeeld: {\displaystyle B_{6}=1/42} en {\displaystyle G_{6}=2(1-2^{6})B_{6}=-126\times 1/42=-3}.

## Genocchigetallen in decombinatoriek
Het {\displaystyle (n+1)}-ste (even) Genocchigetal is (in absolute waarde) gelijk aan het aantal Dumontpermutaties van de eerste of tweede soort van de rij {\displaystyle 1,2,\ldots ,n}. Dumontpermutaties zijn permutaties die aan bepaalde voorwaarden moeten voldoen:
- in een Dumontpermutatie van de eerste soort is elk even getal groter dan het volgende getal en elk oneven getal kleiner dan het volgende, of is het laatste getal van de permutatie;
- in een Dumontpermutatie van de tweede soort is elk getal op een even positie kleiner dan het volgnummer van zijn positie, en elk getal op een oneven positie groter of gelijk aan het volgnummer.

De Dumontpermutaties van de eerste soort van vier elementen (dus {\displaystyle n=2}) (1234) zijn: (2143), (3421) en (4213).
De Dumontpermutaties van de tweede soort van (1234) zijn: (2143), (3142), (4132).
Het aantal is telkens 3, zijnde het {\displaystyle (n+1)}-ste, dus 3e Genocchigetal.